# رقية وسبيكة (مسلسل)
رقية وسبيكة، مسلسل كويتي كوميدي إنتاج عام 1986، كتبه مبارك الحشاش وأخرجه فيصل الضاحي، وهو يتكون من 7 حلقات. قام ببطولته سعاد عبد الله، حياة الفهد، غانم الصالح، علي المفيدي، كاظم القلاف، أسمهان توفيق، عبد الإمام عبد الله، ومحمد حسن.

## نبذة عن المسلسل
تدور الأحداث حول الشقيقتان رقية (سعاد عبد الله) وسبيكة (حياة الفهد) اللتان تعملان في سوق الحريم وتتلقيان إعانه من وزارة الشئون الاجتماعية. يلتقيان بالصدفة بذياب (غانم الصالح) سائق الوانيت الذي يقع في حب سبيكة ويتزوجها. يتثمن البيت الذي تسكن فيه رقية وسبيكة والذي تركته لهم أم سهيل (وهي المرأة التي ربتهم بعد وفاه والديهم) بقيمه مليون دينار وفجأه أصبحتا من أكابر القوم وانتقلتا للعيش في بيت جديد. كما قامتا بتأسيس شركة للاستيراد والتصدير وتم تعيين جميل جمال (علي المفيدي) سكرتيرًا. تتعرض الاختين لعمليات نصب واحتيال متكرره، وهو الأمر الذي يؤدي إلى افلاسهما مره أخرى.

## شخصيات المسلسل
| الشخصية              | الممثل              | عن الشخصية |
| -------------------- | ------------------- | --- |
| سبيكة عقاب أبو العيش | حياة الفهد          | الأخت الكبرى والأكثر عاطفيه، وقعت في الغرام مع ذياب حين اضطرت للخروج من مأزق محاسبه الشرطة لهم لعدم قانونيه التوصيل بالوانيت بالإدعاء إنها زوجته                   |
| رقية عقاب أبو العيش  | سعاد عبد الله       | الأخت الصغرى ولكن الأقوى، لا تريد فراق شقيقتها سبيكة، وعلى خلاف دائم مع ذياب                                                                                       |
| ذياب دايخ ذيب بنيدر  | غانم الصالح         | زوج سبيكة، على الرغم من إنه تزوجها في البداية للهرب من سكن العزاب ولعدم قدرته دفع الإيجار إلا إنه طيب القلب وكان دائم الحرص على مصلحه الشقيقتين رغم قسوة رقية عليه |
| الباحثة              | أسمهان توفيق        | مندوبة الشئون الاجتماعية التي تبحث أحوال رقية وسبيكة ومدى استحقاقهم للإعانة                                                                                        |
| جميل جمال            | علي المفيدي         | سكرتير تم تعيينه في شركة الاستيراد والتصدير عن طريق رقية التي أعجبت بجمالة بينما كان عكس ذلك من سبيكة التي شعرت بالامتعاض من ملامح وجهه ولقبته بحفار القبور        |
| بو عثمان             | كاظم القلاف         | التاجر الذي يحاول إستغلال جهل وسذاجه رقية وسبيكة ويبيعهم بضاعه متوفره في السوق كبضاعة مستوردة                                                                      |
| عبد الله             | عبد الإمام عبد الله | يستغله بوعثمان للنصب على الاختين مقابل تسديد بوعثمان دينه لعبد الله.                                                                                               |

## ملخص الحلقات
الحلقة الأولى
تبدأ الحلقة برقية وسبيكة وهما تنتظران سياره لتوصيلهم إلى المنزل ويتعرضون للمضايقات قبل أن يتوقف لهم ذياب سائق الوانيت. وعندما طالبهم بأجر التوصيل بعد أن وصلهم إدعيتا نسيان النقود في المنزل وذهبوا لإحضارها له، لكن الحقيقة إن وزاره الشئون الاجتماعية لم تعطهم الإعانة في ذلك اليوم فلم يكونوا يملكون المال اللازم لدفع المبلغ المطلوب، وقررتا فج رأس ذياب بالطابوق للتهرب من الدفع لكن سبيكة أصابت رقيه بالخطأ، ذهب ذياب لإحضار الدواء من الصيدليه إلا إن الصيدلي رفض صرف الدواء له إلا إذا أتى بوصفه طبيه. عندما أصر ذياب على أخذ نقوده هددتاه بإتهامه بآنه لص قد دخل عليهم، عندها اتفقوا مع ذياب أن ياتي بالغد لاستلام نقوده. عندما دفعته سبيكة من الباب بدا الحب يتسلل إلى قلبها. رجع ذياب إلى بيته ليفك عراك بين العزوبيه وهدد بالطرد إن لم يدفع الإيجار.
في اليوم التالي رجع ذياب لبيت رقية وسبيكة فلم يجدهم فتوجهه إلى سوق الحريم للبحث عنهما ووجدهما بسبب عراكهما مع البائعات الأخريات. وفي طريق العودة للمنزل طالبهم بأجر توصيله الأمس واليوم وعندما رفضتا توقف بالشارع وهددهما بتسليمهم للمخفر إن لم يدفعا المطلوب. هنا توقفت سياره شرطه ماره وعندما سألهم الشرطي عن المبلغ الذي يطالبهم ذياب به إدعت سبيكة إنها زوجته ولا حساب بينهما. تقدم ذياب لسبيكة التي واقفت على الفور. أتى ذياب لزياره سبيكة وخطبتها في اليوم التالي الأمر الذي لم يعجب رقية فطالبته بمهر بقيمه 3000 دينار فوافق ذياب على مضض. ذهب ذياب لحزم أغراضه من سكن العزابيه وعقد القران في اليوم التالي بشهاده اثنين من اصدقائه.
الحلقة الثانية
بعد احتفالات الزواج، فيما بدأت الوحدة تتسلل لقلب رقية صارحت سبيكة ذياب بأنهما يتلقيان الإعانة من وزاره الشئون الاجتماعية وأهميه عدم معرفه الباحثه بأمر زواجها حتى لا تنقطع عنها الإعانة. في اليوم التالي للعرس جاءت الباحثه لتحري حالتهما، فبرروا الأكل الكثير بأنهم أعدوه للجن الذي يسكن سبيكة واتبعوا نفس الحيلة لمنع الباحثه من إيجاد ذياب التي خرجت مذعوره من المنزل. قرر اصدقاء ذياب شراء هديه له بينما قرر هو دعوتهم على العشاء. لم يعجب المنزل الذي يسكن به ذياب اصدقائه وقدموا له اقتراحات لاستغلال أحد الغرف الخاليه، وهنا سأل ذياب سبيكة عن المنزل الذي يسكنونه فأجابته إنه لأم سهيل التي ربتهم بعد وفاه أبويهم، وبعد أن قرأ ذياب الوصية وجد إنها تركته للأختين. عندما أخبرت سبيكة رقية ما اكتشفت أخبرتها الأخيرة بأنها كانت تعلم بذلك مسبقًا لكنها لم ترغب أن تخبر سبيكة بذلك لعدم رغبتها الفراق عنها وحزنت لأنها قرات الوصية مع ذياب على الرغم أنهما اتفقتا أن يقرآها معًا. وعدت سبيكة رقية إن المال لن يكون سببًا في فراقهما أبدًا.
ذهب ذياب لإداره التثمين لمعرفة وضع المنزل الأمر الذي لم يعجب رقية التي قالت إنه يفعل ذلك من إجل المال فقط. لم يكن موظف الإدارة متعاونًا فلجأ ذياب لأحد أصدقائه الذي عرض عليه مساعدته مقابل مبلغ من المال، لكن رقية رفضت المساعدة وقررت المطالبة بحقها شخصيًا.
الحلقة الثالثة
ذهبت الأختين مع ذياب للجنه التثمين ليجدوهم يحتفلون بمناسبه مرور سنه على أول اجتماع، وعلى الرغم من أن أعضاء اللجنة لم يعجبهم إنهم أتوا من غير موعد إلا إنهم ذهبوا لاحقًا لقياس البيت وقيموه بمبلغ 300 ألف أو 350 ألف، لكن رقيه رفضت المبلغ. عرض صديق ذياب أن يشتري البيت بمبلغ 550 ألف دينار تعطى للأختين 50 ألف لذياب، لكن رقية رفضته أيضًا وعرفت إن له فائده بالموضوع. رجعت الباحثه لتكتشف زواج سبيكة وتقطع عنها الإعانة. راجعت الاختين لجنة التثمين مره أخرى ليتم تقييم البيت بمليون دينار لتوافق رقية أخيرًا. تذهب الأختين بعد ذلك للبنك لاستلام المبلغ نقدًا ونقله للبيت «بخيشه عيش».
الحلقة الرابعة
توقفت الأختين عند محل كباب احتفالًا بالمليون الذي نقلتا للبيت، وطلب ذياب من أصدقائه حراستهم لحمايه المليون. بعد جلسه مصارحه قررت الأختين بناء منزل جديد وتأسيس شركة استيراد وتصدير. وبعد افتتاح الشركة عينت رقيه نفسها المدير العام والمدير المالي، وعينت سبيكة نائب المدير العام والمدير الإداري بينما عينت ذياب مسؤل العلاقات العامة. اقترحت رقيه تعيين موظف جديد لمساعده ذياب على أن يحمل المواصفات التالية: طويل وسيم عينه واسعه وفمه صغير، وتم تعيين جميل جمال على هذا الأساس لكن ذلك لم يعجب سبيكة التي كرهته منذ البداية. وبدأ بعد ذلك النصاب بو عثمان خطته بمحاوله استماله جميل.
حاولت زميلات المهنة السابقات للأختين شراء بسطتهم القديمة، إلا أن سبيكة قيمة سعرها ب5000 دينار. حضر بوعثمان للشركة وأوهمها إنه تاجر كبير بصور مفبركه نشرها في إحدى الصحف، لكن ذياب لم يستسغه منذ البداية ولم تكن علاقته مع جميل جيده أيضًا. عرض بوعثمان على رقية مجموعه من الاختراعات مثل دراعه التيوب التي تنجي لابستها من الغرق عند السباحة والملفع الاسقربوطي التي يتغير لونه على حسب مزاج لابسته. رغم إعجابها بالبضاعة إلا إنها أبلغت بوعثمان إنها ستعطيه القرار النهائي بعد اجتماع مجلس الإدارة. طلب ذياب من رقية السؤال أكثر عن بوعثمان، إلا إنها رفضت تأخير الصفقة، حينها تشاجرت مع سبيكة التي أعلنت لحظتها إنها حامل.
الحلقة الخامسة
اعترفت سبيكة لذياب إنها لم تكن حامل فعلًا، لكنا إدعت ذلك حتى تتخلص من رقية. يظهر بوعثمان وهو يطلب بضاعه (الدراريع والملافع) موجوده في الكويت ولم يتم استيرادها ولكن لم تنزل الأسواق بعد. يزور ذياب صديقة ظافر في الكراج ليخبره صدفه عن بوعثمان النصاب الذي رفض أن يدفع قيمه تصليح السيارة. بعد نقاش رقية وسبيكة مع بوعثمان تلتقي الإختان مع مندوبي شركتي عباتكو وبشتكو، إلا إنهما رفضتا توريد البضاعة لأنها ستسبب مشاكل في المجتمع. يتفق بوعثمان مع جميل عن دوره للتاثير في اختيار مهندس ديكور معين كما أثر رقية وسبيكة في اختيار بوعثمان كمورد.
قدم ذياب استقالته من الشركة وذهب مع سبيكة للإفطار ومن ثم لحقتهم رقية وكلمته حتى يعود عن قراره. يتجادل بوعثمان مع جميل ويلومه على إن الصفقة تمت مع موزع آخر في الخليج. يذهب بوعثمان لرقية ويسالها عن مندوب التوزيع لكنه يتوقف عند دخول ذياب الذي يلوم جميل على دخول بوعثمان على رقية من غير موعد ولهذا يخصم من راتبه مقدار أربعه أيام ونصف وساندته رقية في هذا القرار. ويشك ذياب بتآمر جميل مع بوعثمان ويكتشفه وهو يأخذ أحد الأوراق من مكتب رقية. أخبر بوعثمان جميل إن الورقة المعنيه لتاجر نصاب وبهذا يكون جميل قد أنقذ الشركة منه.
الحلقة السادسة
يطلب ذياب من رقيه طرد جميل من الشركة ويبلغها عن إمكانيه تسريبه لأخبار الشركة لأطراف خارجيه، لكن جميل يخبر رقية إنه أخذ الورقة لينقذ الشركة من النصاب حاج عبد المنعم. تخصم رقية من راتب ذياب مقدار أسبوع، وهو الأمر الذي لايعجب سبيكة. يهدد عبد الله بوعثمان بالشكوى للنيابه بسبب إعطائه شيك من دون رصيد، يوافق عبد الله على المشاركة في مؤامره النصب على شركه رقية وسبيكة مقابل دفع بوعثمان المبلغ المطلوب. يذهب عبد الله لرقية بصفته مندوب للتوزيع بالخليج. عندما يسال ذياب جميل عن سبب قفله للباب يتهمه الأخير بضربه مما يؤدي لتعنيف رقيه لذياب وإعلان ذياب إنه غير مسؤل سوى عن أموال زوجته. يسمع بوعثمان عن خبر تثمين منزل رقية وسبيكة الجديد بمبلغ مليونَي دينار ويبلغ جميل الذي يبلغ بدوره رقية. تقرر الاختان السفر إلى باريس لشراء آخر ما توصلت إليه الموضة وإجراء عمليات شد وتجميل. ولكي ترضي سبيكة ذياب قبل السفر قامت بشراء سياره جديده له.
الحلقة السابعة
تظهر رقية وسبيكة يتسوقون ويتجملون في باريس، بينما جميل يبيع لبوعثمان وثائق مهمه في الكويت. يوصي بوعثمان عبد الله بإحضار أشخاص أجانب لتمثيل دور مندوبي مصنع الأسلحة الأجانب ويقنع جميل رقية بأنهم قدموا أفضل عرض. تعقد رقية صفقه مشبوهه مع مصنع فرنسي بقيمه مليون ونصف لإحضار المصنع للكويت وتوريد بضاعته للكويت في اليوم التالي. ذهب ذياب لاستلام البضاعة لكنها لم تصل. جاء عبد الله متنكرًا ليناقش أنواع الأسلحة والعملاء الذي سيتم التعامل معهم، وتخرج سبيكة من الاجتماع غاضبه لرفضها هذه الصفقة فتبقى رقية وجميل مع عبد الله والمندوبين. يصر ذياب لدخول غرفه الاجتماعات ليجد الغرفة مليئه بالدخان المنوم ورقية وجميل مغشي عليهم واختفاء عبد الله والمندوبين مع العقد والشيكات. يتهم جميل وبوعثمان بعضهم البعض بالتآمر مع عبد الله. وعت رقية وسبيكة أخيرًا لواقع نصب الفرنسية عليهم. استلمت الاختان قرار إخلاء المنزل لتنفيذ مشروع الجسر وذهب ذياب للشركه لانقاذ ما يمكن إنقاذه ليجد جميل الذي أبدى ندمه على فعلته واستعداده لتصليح غلطته. يلحق بوعثمان عبد الله بسياره ليصطدم عبد الله وتحترق سيارته مع المستندات والعقود والنقود. يتصل البنك بسبيكة ويبلغها أن الرصيد انسحب كله والحساب مكشوف. يتصل بوعثمان بجميل ويبلغه عن الحادث الذي تعرض له عبد الله، فيذهب جميل لمكتب بوعثمان وبعد جدال بيهما تاتي الشرطة لتقبض عليهما. تقع سبيكة مغشي عليها من صدمه خسارتهم كل شيء بينما تفقد رقية بعضًا من عقلها. يذهب ذياب للشركه ليجد المطالبين بمستحقاتهم فيجمع المبلغ المطلوب لسداد 65 شيك بقيمه 480 ألف دينارـ فلم يجدوا حلًا سوى بيع الشركة وكل شيء آخر لسداد الديون وإلا فالسجن مصيرهم. ينتهي العمل بخروج رقية وسبيكة وذياب من البيت الجديد وعودتهم إلى سوق الحريم.